# Caripe
Caripe, también conocido como Caripe del Guácharo, es un pueblo del Estado Monagas, Venezuela. Es también capital del municipio Caripe y conocido como el «Jardín del Oriente Venezolano».

## Geografía
Caripe se ubica en un valle situado en el macizo de Caripe. El clima del lugar es de tipo tropical, con temperaturas de 22 °C. El pueblo se encuentra a una altitud de unos 928 m s. n. m.. Sus coordenadas son 63° 28’ y 63° 32’ de Longitud Oeste, y 10° 9’ 45” y 10° 12’ 20” de Latitud Norte. Limita por el Norte con el estado Sucre, por el Sur con el municipio Piar, por el Este con los municipios Bolívar y Punceres, por el Oeste con el municipio Acosta. Cubre una superficie de 529 km². Su capital es la ciudad de Caripe. El municipio Caripe, cuenta con una población de 33.738 habitantes, estimación para el año 2011.

## Historia

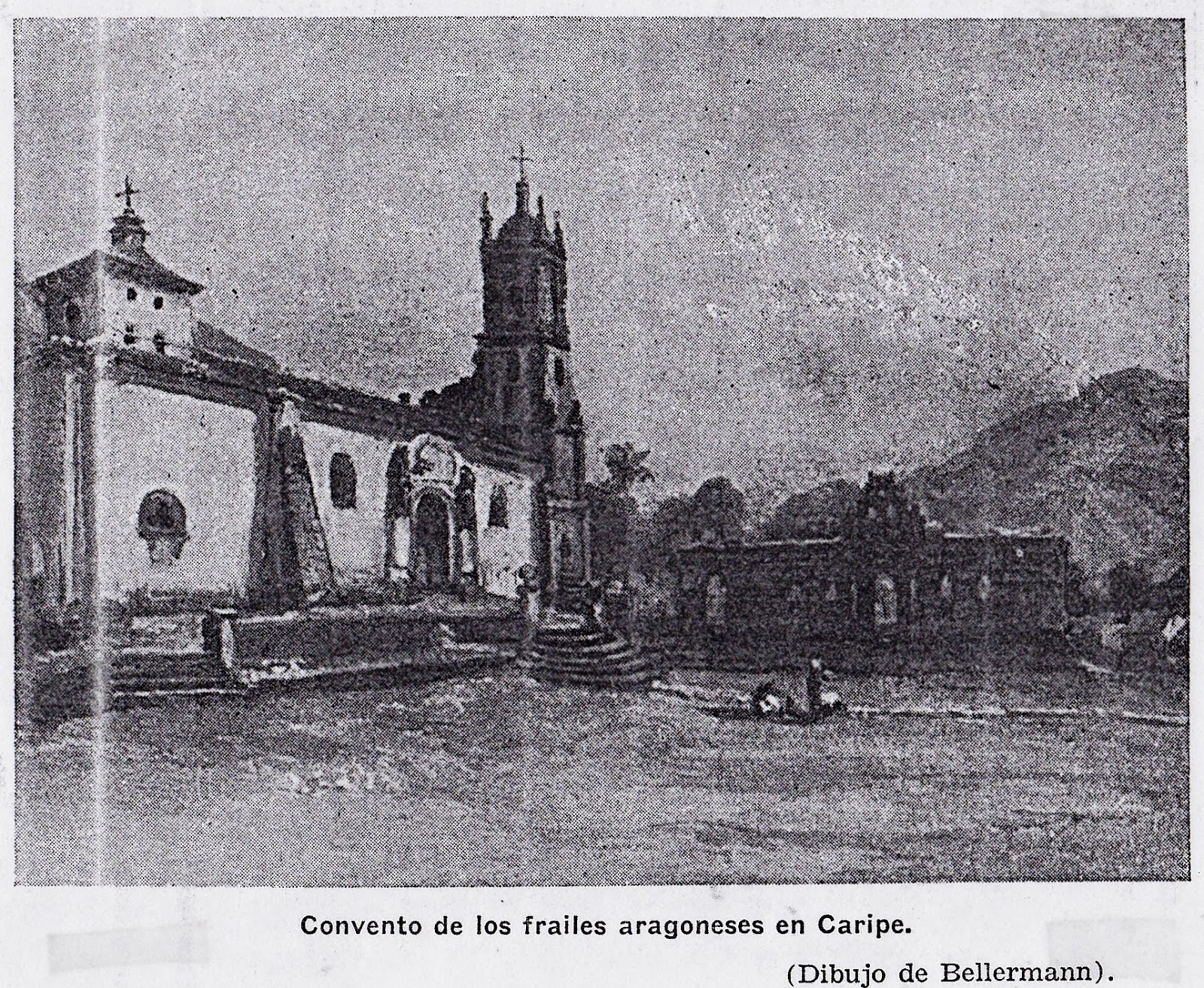
Dibujo de bellermann - Convento Capuchino del

Caripe fue fundado como una misión católica de indios chaimas el 12 de octubre de 1734 por el misionero capuchino Pedro de Gelsa. El nombre original de Caripe era San Miguel Arcángel de Caripe, luego en su refundación cambia el nombre a Santo Ángel Custodio de Caripe, pero es más conocido por el nombre de Caripe del Guácharo; para diferenciarlo de un pueblo cercano llamado Caripito. 
El pueblo fue ubicado en las tierras pertenecientes a un capitán indígena llamado Esteban Caripe. Este capitán indígena, cuyo apellido se hizo extensivo al pueblo y a todo el valle, participó en la fundación y había convencido a 18 familias chaimas para que vivieran en la misión. La palabra Caripe significa “Río de Ardillas” en lengua chaima.[cita requerida]

Guacharo

El 8 de junio de 1780 se terminó de edificar un hospicio de los capuchinos aragoneses para acoger a los misioneros de aquella orden que estuviesen enfermos o ancianos. De esa manera Caripe se convirtió en la sede principal de las misiones de los capuchinos en la zona oriental de Venezuela. En 1799 el sabio alemán Alejandro de Humboldt y el francés Aimeé Bonpland visitaron Caripe como parte de su viaje por Venezuela. Otros exploradores famosos que recorrieron el pueblo fueron el italiano Agustín Codazzi (1835) y el alemán Ferdinand Bellermann (1843).
Muchas personas provenientes de los estados Sucre y Nueva Esparta se asentaron en el lugar. A finales del siglo XIX comenzaron a establecerse en Caripe varios inmigrantes de origen italiano y corso; quienes trajeron consigo métodos avanzados para cultivar la tierra e inventos tales como la electricidad, el fonógrafo, la lámina de zinc, la rueda hidráulica, el cemento, el cine mudo, la pianola y otros. Además los italianos y corsos crearon las primeras bodegas y las grandes haciendas cafetaleras. Apellidos de origen italiano o corso que todavía existen en Caripe son: Agostini, Vecchio, Marsiglia, Vecchini, Buonaffina, Tomassello, Luongo, Giliberti, Castellin, Movilio, Font, Cirigliano, Bertucci, Tepedino, Simonpietri, D'Alessio, Pietri, Pietrini, La Grecca, Demari, Martorano, Martiarena, Leopardi, Ciliberto, D´Arthenay, Mourthiel, Pascale, Vicentelli, Capua, Rinaldi entre otros. El Dr. Rafael Marsiglia fue el primer médico del pueblo. Luis Felipe Leopardi Ciliberto, quien llegó de Italia sin compañía y totalmente desamparado a los 11 (once) años de edad, invitado por Don Ángel Ciliberto Schiaffino para formar parte de esta gran familia que se establecía en el oriente venezolano, que prometía ser fructífera y de hecho lo fue. Un niño que sufre los avatares de un viaje lleno de angustias, pesares y de expectativas; en medio de su gran incertidumbre logra llegar y ser contratado por quien le invita a participar en esta hermosa y prometedora colonización italiana. Así empezó el posteriormente llamado Don Luis Felipe Leopardi Ciliberto, que al llegar a la tierra prometida es contratado en la hacienda de su tío Don Ángel y con el producto de su trabajo compraría extensiones de tierra, las cuales posteriormente serían una de las grandes plantaciones cafetaleras de la zona "La Cuchilla".  Don Luis Felipe Leopardi Ciliberto a pesar de solo haber obtenido el sexto grado en educación primaria, fue tan luchador, estudioso y que al formar una hermosa familia con María Magdalena Ciliberto Pérez, logra obtener una de las mejores bibliotecas existentes en la zona.
En los últimos años se han instalado en la región grupos de colombianos, árabes y asiáticos.
Eventos importantes de Caripe fueron:
- 1769. Se terminó de construir la primera iglesia de Caripe. La misma estaba dedicada al Santo Ángel Custodio.
- 1806. Un terremoto derribó casi todo el templo. Solo la cúpula y el presbiterio permanecieron en pie. La iglesia fue reconstruida muchos años después.
- 1895. Comenzó a funcionar la primera panadería.
- 1898. Juan Vicentelli abrió la primera procesadora de café.
- 1908. Leopoldo Jiménez operó el primer telégrafo.
- 1912. Joselito Mundaray fundó la primera fábrica de bandolas.
- 1915. Se inauguró la primera fábrica de tejas.
- 1917. Carmine Pascale proyectó las primeras películas de cine mudo.
- 1925. Se construyó una carretera que va desde Caripe hasta el Muelle de Cariaco.
- 1930. Se proyectó la primera película del cine sonoro.
- 1930 María Font instaló la primera oficina postal.
- 1932. Juan Agostini montó la primera rueda hidráulica.
- 1933. Los hermanos Luongo Cabello erigieron la primera planta eléctrica.
- 1945 Amedeo Luongo instaló el primer acueducto y las primeras tomas públicas de agua potable.
- 1954-56. Se inició el asfaltado de la carretera que va desde Caripe hasta el Muelle de Cariaco.
- 1962. La iglesia del Santo Ángel Custodio es declarada patrimonio histórico nacional.
- 1972. La iglesia del Santo Ángel Custodio es derrumbada por el gobierno regional.
- 1978. Se terminó de construir la nueva sede de la iglesia del Santo Ángel Custodio.
- 15 de octubre de 2019. Se aprobó la nueva bandera municipal. El alcalde Orángel Salazar, junto a la primera dama del municipio Del Valle Santaella, encabezó los actos protocolares al igual que la gobernadora de Monagas, Yelitze Santaella, así como las autoridades civiles y militares quienes apreciaron los tres símbolos que fueron sometidos a concurso y seleccionados por votación por parte del pueblo caripense. La bandera del municipio está conformada por cuatro franjas que miden 24 centímetros de largo por 16 centímetros de ancho.

La primera es de color rojo que representa la sangre que derramaron nuestros ancestros, principalmente los Chaimas que defendieron al pueblo, con arma y fuego. 
La segunda franja es de color verde y representa la flora y fauna, así como el reverdecer de las montañas y el delicioso sabor de las frutas del municipio. 
En el centro se encuentra un Guácharo que es el ave que representa a Caripe, a su lado, están dispuestas dos ramas, que representan los principales frutos, como la naranja y el café. 
La cuarta franja es de color celeste y representa la paz y la esperanza. En el centro, se aprecia un sol que simboliza la luz que ilumina al pueblo, al mostrar las riquezas y el calor humano del caripense. 
El ganador del concurso del diseño de la bandera fue el joven Abelardo Rivero, mientras que el nuevo escudo de Caripe es creación de José Francisco Malavé, donde destaca el ave milenaria, el guácharo, en la parte superior y en sus cuarteles, el imponente monumento natural, La Cueva del Guácharo.
En 2024 es inaugurado el centro de salud, Fundasalud Caripe. Para mayo, se presentaron 12 murales a lo largo de la ciudad realizados por 12 artistas.

## División Político-Territorial
Muchos cambios han tenido la región monaguense, a la hora de hacer las divisiones territoriales y demarcación de provincias. Y en medio de esas circunstancias político geográficas, eventuales, Caripe corrió la misma Ventura

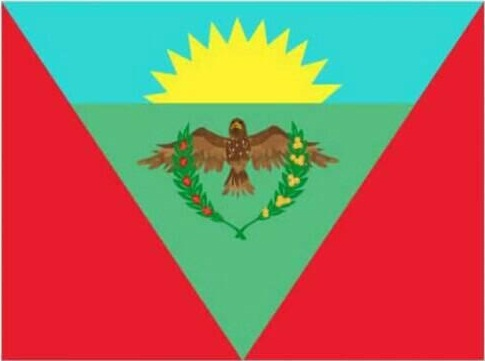
La bandera del municipio está conformada por cuatro franjas que miden 24 centímetros de largo por 16 centímetros de ancho.

Capital de las Misiones de los Capuchinos Aragoneses desde 1771 hasta 1795, periodo periodo en el que fue residencia de los Prefectos religiosos. Cuando llega Alejandro de Humboldt a Caripe en agosto de 1799, los superiores se habían mudado a Cumana hacia más de tres años...
En 1820, el Libertador Simón Bolívar, crea la Provincia de Cumana con capital en Maturin ( ya en 1824 Maturin sería un simple Cantón del Departamento Orinoco). En 1826, " El Departamento Maturin" , incluye a Cumana, Barcelona y Margarita, ahora con capital en Cumana. En 1830, Maturin es un cantón de la Provincia de Cumana, y aparece el Cantón Aragua, que lo integran, la población de Aragua, Caicara, San Félix, Guanaguana y Caripe, con una población total de 5.485 habitantes ( según Codazzi, 1839 ).
El Congreso de la República, durante la Presidencia de José Tadeo Monagas, crea - el 28 de abril de 1856, la " Provincia de Maturín" en la que El Cantón Aragua, cambia su capital para Caripe. 
En 1864, nuevas modificaciones establecen ( La Constitución Federal) el " Estado Maturin " con cuatro Departamentos, Maturin, Piar, Bermúdez y Sotillo. Entonces, El Departamento Piar, reemplaza al Cantón Aragua. (La Legislatura de Maturín, por Decreto del 10 de marzo de 1876, creó un nuevo Departamento , al que dio el nombre de "Acosta" con capital en Caripe - incluía a San Francisco y a San Antonio-). 
Al poco tiempo, en 1881, Maturín es una sección del Estado Bermúdez con capital en Barcelona y ese mismo año, se le hace formar parte del Gran Estado De Oriente, que con el mismo nombre de Bermúdez, colocara como capital a Urica. Es en 1909, cuando la Constitución del 5 de agosto, crea el actual Estado Monagas. Caripe, con tanto reparto y cambio de nombres y capitales, queda en medio, casi a la deriva, llevando la peor parte: pasa a se Municipio Caripe, del Distrito Acosta, con capital en San Antonio... Al fin, en 1930, es elevado a la categoría de Distrito ( Distrito Gómez ) en 1930 y su primer Concejo Municipal se instala el 26 de febrero, 
sus presidentes fueron:
- Domingo A. Pietrini (26.2.1930)
- Manuel María Guevara Coll (16.8.1930)
- Antonio Silva Rodríguez (23.10.1930)
- Antonio Arcia. (12. 2 . 1931)
- Domingo Font C. (9.1. 1932 )
- Antonio Giliberti Gómez. (16. 9. 1932)
- Antonio Ciliberto Pérez. (3. 1. 1933)
- Antonio Giliberti Gómez. (1. 1. 1936)

### Reforma de 1930 y caída del régimen de Gómez
A partir de 1930, la Municipalidad toma posesión de sus ejidos, exactamente el día 31 de julio, existe un acta que lo confirma así, En 1936, a la caída del régimen gomecista, el Distrito cambia de nombre, en un acuerdo de La Asamblea Legislativa del Estado, se convierte en el Distrito Andrés Mejías.
Sus presidentes fueron:
- Ramón Vázquez Duran (7- 2 - 193)
- Luis J. Silva (17- 2 - 1936)
- Antonio Giliberti Gómez. (23-11 - 1936)
- Domingo Pietrini. (22- 9 - 1937)

### Concejo Municipal de Caripe
El 13 de enero de 1938, se instala el primer Concejo Municipal de Caripe, y de nuevo se modifica el nombre del Distrito, pasando a ser Distrito Caripe hasta nuestros tiempos... Sus presidentes fueron:
- Miguel Giliberti Pérez (1 - 1 - 1939)
- Rafael Carreño (28- 12 - 1939)
- Natividad Gómez Ortiz. (1- 1 - 1941)
- Miguel Vecchio Marsiglia (30- 12- 1942)

*Hay que añadir que el Municipio Miranda, (Actual Parroquia de Teresén) con capital en Teresén, se crea en noviembre de 1943.
- Dr. Francisco Guevara (9- 10- 1945) Junta Revolucionaria.
- Antonio Malave F. (9- 4- 1946.)
- Andrés Llover L. (22- 10- 1946)
- Héctor Simosa (30- 10- 1947)
- Luis Silva Rodríguez (1- 6- 1948)
- Domingo A. Pietrini (13- 1- 1949)
- José Amadeo Luongo (2- 1- 1950)
- Pedro Cesin. (2- 1- 1951)
- Antonio R. Tineo (2- 1- 1952)
- Nicolás Cirgliano (26- 9- 1952)
- Antonio R.Tineo (19- 4- 1955)
- José Miguel Tepedino. (19- 4- 1957)
- Francisco Ortiz F. (21- 2- 1958)
- José Ángel Meza V. (19- 1- 1959)
- Antonio Vecchini (20- 1- 1960)
- Jesus Antonio Balbas (3- 5- 1961)
- José Ángel Mezza V. (10- 5- 1962)
- Juan Morocoima Castillo. (19- 4- 1963)
- Pedro Brito (2- 1- 1964)
- Ángel Paredes S. (13- 4- 1964)
- Luis Fernández Canales (19- 4- 1965)
- Dr. Rafael Ramos Vidal. (2- 1- 1969)
- Reinaldo Valdez (1971)
- Jesus Tamoy González. (1972)
- Ildefonso Bethancourt (1974)
- Pablo Brito Campos 1976)
- José Ángel Meza Verde (1977)
- Eduardo Pietrini Simonpietri (1980)
- María Teresa González Pérez (1985)
- Zonia Balbas D' Arthenay (1986)
- Jesús Armando Acevedo (1988)
- Eleazar José Agostini (1989)

## Infraestructura

### Transporte terrestre
Entre las principales vías terrestres de la ciudad se mencionan, la Avenida Enrique Chaumer, Avenida Libertador, Avenida Antonio Guzmán Blanco, Avenida principal Concha de Coco, la Calle Rivero, Calle Cabello, entre otras.

## Economía
Cerca de Caripe se cultivan hortalizas, naranjas y café. Además se cultivan varios tipos de flores entre las que destacan las orquídeas, existen muchos viveros en la región y uno de los más importantes es el Vivero Los Pinos también conocido como El Orquidiario de Romelia Alcalá. 
El turismo, el comercio y las actividades financieras desempeñan un papel vital en la economía del pueblo. Cuenta con varios bancos.

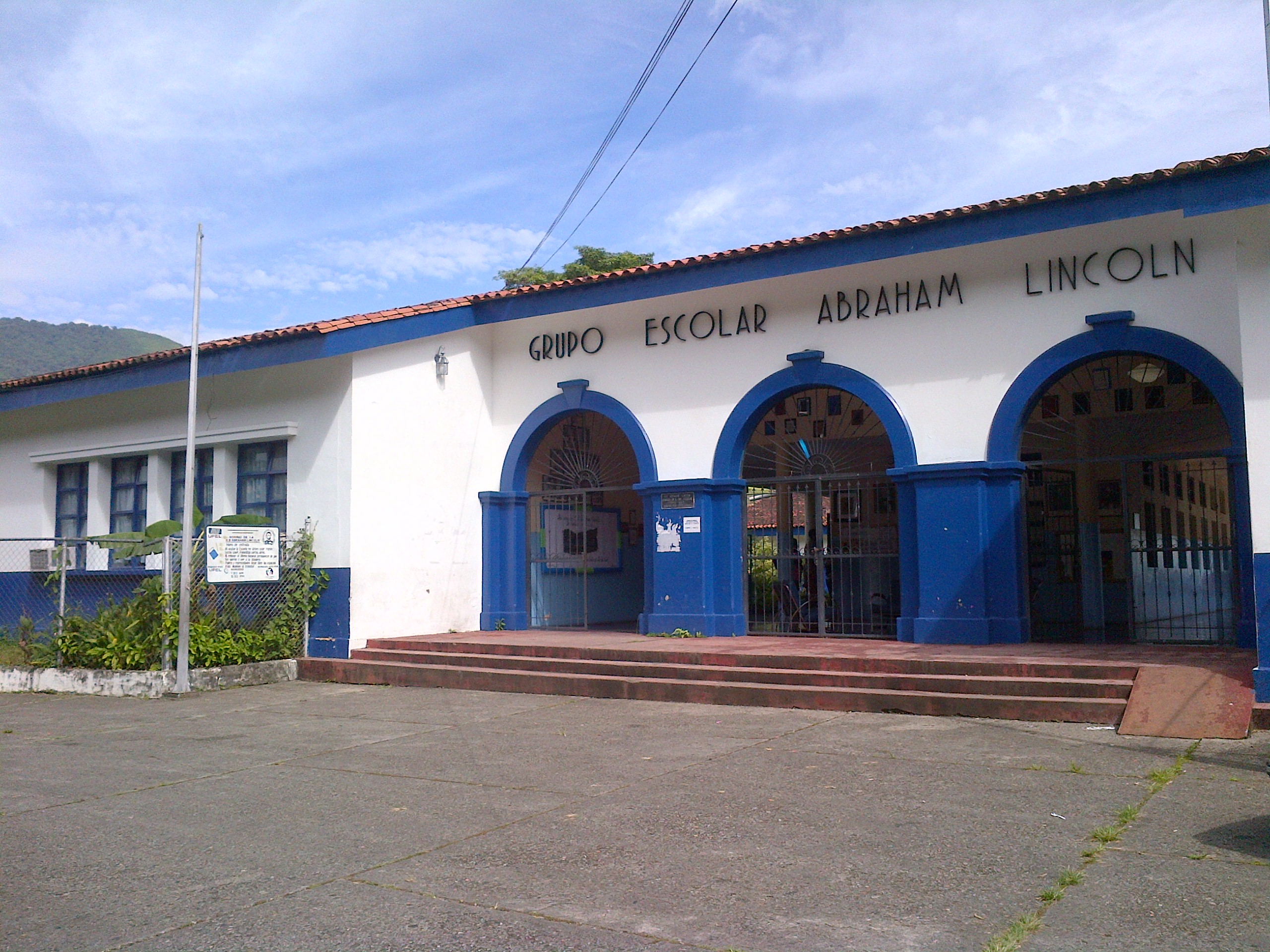
Grupo Escolar Abraham Lincoln.

## Educación
La escuela más conocida de Caripe es la Abraham Lincoln. De igual forma, tiene la Escuela Básica Elena Pérez de Mata construida en 1966. 
El pueblo es sede de un núcleo del “Instituto Universitario Pedagógico Monseñor Rafael Arias Blanco”. También existe un núcleo de la “Universidad Nacional Abierta”, la "Universidad Bolivariana de Venezuela" y la "Misión Sucre" dentro de Caripe.

## Cultura
Cuenta con varias casas dedicadas al aspecto cultural del poblado como la Casa de la Cultura Paulita Ortiz, la sede Cooperativa Conopo, además de la Fundación Urimare, dedicadas al rescate y preservación de los aspectos culturales del municipio.

### Festividades
Uno de los eventos más importantes ocurre en Semana Santa. También se solía realizar la Feria de las Flores, donde se resaltaba la actividad económica de la localidad con una duración de tres días, el evento data de 1969 hasta 1990. Por otro lado, también se realizaba el Festival infantil Guarapiche. También existen los festivales Pinceladas Tricolor que consiste en pinturas realizada por niños y niñas, mientras que Paz Estudiantil, El Canto nos Une se trata de resaltar el canto.

### Gastronomía
Para los turistas se les suele ofrecer fresas o melocotón con crema.

### Música
Una de las agrupaciones musicales de la localidad son Los Criollos de Monagas.

### Religión
El municipio Caripe alberga una notable diversidad de iglesias y templos pertenecientes a distintas confesiones religiosas, reflejo de su riqueza cultural y espiritual. Entre ellos destaca la Iglesia del Santo Ángel Custodio, uno de los templos católicos más importantes de la región. Construida en estilo californiano, su edificación fue concluida en el año 1978. En su interior reposan los restos de los sacerdotes Pedro Pablo Bálsamo y José Francisco Pérez Serrano, figuras relevantes en la historia eclesiástica local.
Este templo conserva reliquias provenientes de la primera iglesia colonial de Caripe, entre las que se encuentran un retablo elaborado en madera recamada en hojillas de oro, una imagen de Nuestra Señora del Pilar, una imagen del Santo Ángel Custodio y el púlpito original, elementos que constituyen un valioso testimonio del arte sacro colonial.
Además del patrimonio católico, Caripe cuenta con el Templo Masónico Respetable Logia Luz y Progreso, cuya edificación data de 1938, aunque la logia fue fundada en 1934. Este espacio representa una expresión significativa del pensamiento liberal y filosófico presente en la historia del municipio.
Asimismo, la localidad dispone del Cementerio de Caripe, administrado por la alcaldía del municipio, el cual forma parte del sistema de servicios públicos y del patrimonio funerario de la región.

## Sitios de interés
Caripe es el principal centro turístico del estado Monagas, también es llamado "El Jardín de Oriente". Su fama se debe a su clima, a su vegetación y a su cercanía con la Cueva del Guácharo considerada uno de los monumentos naturales más importantes de Suramérica. El pueblo cuenta con varios hoteles y restaurantes para atender a los turistas. 
Otros lugares de interés son “El Mirador de Caripe”, donde se puede observar una panorámica del Valle de Caripe y la “Casa de la Cultura”, la cual es una edificación donde se exhiben muestras artísticas y se representan obras teatrales.
El "Cerro Negro", en las afueras del pueblo (Sabana de Piedras), es el lugar ideal para disfrutar de la naturaleza. Los amantes de la naturaleza, pueden descubrir especies vegetales y animales, rocas y minerales, además de un recorrido de montaña por la orilla de un río de aguas claras y cristalinas, que han creado cuevas, toboganes, lagunas y lagunetas, que llegan a un lugar de nombre "Chorreron", una gran caída de agua espectacular. En el casco del pueblo, se puede también visitar : la Fruticola, El Comando Nacional, El ayuntamiento de Caripe, El trapiche (o lo que queda en ruinas) o simplemente caminar por las callejuelas del pueblo, que son de gran colorido y tranquilidad. Para un recorrido rápido por el pueblo, también se puede, por muy bajo precio, rentar un taxi, y pasear por todo el alrededor del pueblo, incluyendo La Frontera, Teresen, San Agustín, La Guanota, entre otros lugares.
Un lugar de interés por su valor histórico dentro del centro de la ciudad es el Hotel Samán, la cual fue construido en 1945, según el catálogo de patrimonios culturales del municipio Caripe. De la misma forma, se localiza el Hotel turístico El Guácharo, construido en 1950.
Las Ruinas del hospicio Nuestra Señora de El Pilar de Caripe, 

## Medios de comunicación
Caripe tiene dos emisoras de radio en frecuencia modulada: Chévere 106.9 (fundada en el año 2002) y Ecos del Guacharo 91.3 (fundada en 2014).

## Personajes destacados
- Félix Manuel Barreto Lisboa, artista.[2]

## Lista de alcaldes desde 1989
| Período     | Alcalde           | Partido político / Alianza | % de votos | Notas                                    |
| ----------- | ----------------- | -------------------------- | ---------- | ---------------------------------------- |
| 1989 - 1992 | Jesús Tamoy       | AD                         | -          | Primer alcalde bajo elecciones directas  |
| 1992 - 1995 | Jesús Tamoy       | AD                         | -          | Reelecto                                 |
| 1995 - 2000 | Hermes Torrivilla | AD                         | -          | Segundo alcalde bajo elecciones directas |
| 2000 - 2004 | Hermes Torrivilla | AD                         | -          | Reelecto                                 |
| 2004 - 2004 | Alirio Amundaray  | MVR                        | -          | Tercer alcalde bajo elecciones directas  |
| 2008 - 2013 | Alirio Amundaray  | PSUV                       | -          | Reelecto                                 |
| 2013 - 2017 | Ángel Rodríguez   | PSUV                       | -          | Cuarto alcalde bajo elecciones directas  |
| 2021 - 2025 | Dalila Rosillo    | PSUV                       | -          | Quinto alcalde bajo elecciones directas  |